# عبد المنعم الأعسم
عبد المنعم الأعسم (1940) من مواليد مدينة المحمودية، تخرج من دار المعلمين بأبو غريب عام 1961 وعمل معلما في أطراف كركوك. اعتقل في انقلاب فبراير عام 1963، وقضى عاما في سجون كركوك و بعقوبة وعاما آخر في سجن السلمان حتى عام 1965.
نشر منذ منتصف الستينيات مقالات وقصائد في الصحافة العراقية، وعمل عام 1970 محررا في جريدة (التآخي) ثم انتقل بعد ثلاث سنوات إلى جريدة (طريق الشعب) محررا في الشؤون الدولية. درس في الجامعة المستنصرية بقسم اللغة العربية، ولم يكمل لأسباب سياسية.
اختطف عام 1978 من قبل قوات الأمن، وأفرج عنه بعد تدخل من شخصيات سياسية وإعلامية، ثم اختفى واضطر إلى المغادرة إلى سوريا ومنها إلى رومانيا للدراسة، حيث حصل عام 1982 على شهادة الماجستير في علوم الصحافة من معهد شتيفان جيورجيو في بوخارست.
كتب طوال أكثر من ثلاثين سنة الكثير من المقالات في فضح سياسات النظام السابق والمقالات الأدبية والفكرية والسياسية في الصحف العربية والصحف العراقية وتخصص منذ عشر سنوات في كتابة العمود السياسي اليومي المعروف باسم (جملة مفيدة).
أقام في لندن، منذ العام 1990 وعاد إلى العراق بعد الاحتلال وسقوط نظام صدام حسين عام 2003 وعمل في نطاق الإعلام التلفزيوني لعدة أشهر، وقد كرم من وزارة الثقافة في حفل رسمي عن نشاطه الإعلامي والكتابي.